# Anisacate fragile
Anisacate fragile là một loài nhện trong họ Amaurobiidae.
Loài này thuộc chi Anisacate. Anisacate fragile được Cândido Firmino de Mello-Leitão miêu tả năm 1941.